# Amantadin
Amantadin ist ein Derivat des Adamantan. Es wird als Arzneimittel zur Behandlung der durch Influenza-A-Viren verursachten Grippe und zur Behandlung der Parkinson-Krankheit eingesetzt.

## Klinische Angaben
Amantadin ist ein Arzneistoff, der zur Behandlung der vom Influenza-A-Virus ausgelösten Influenza geeignet ist. Amantadin kann in therapeutischer Dosis die Fieberdauer einer Grippeerkrankung des Typ-A-Virus um etwa einen Tag verkürzen. Auf Grund häufig auftretender Nebenwirkungen, wie z. B. Durchfall, Depression, epileptischer Anfälle, Tachykardie und peripherer Ödeme, wird dieses Medikament nur noch selten angewendet.
Amantadin wird auch in der Parkinson-Therapie eingesetzt. Es schwächt die beim Morbus Parkinson auftretende Überaktivität acetylcholinerger striataler Interneurone ab und bremst als schwacher NMDA-Rezeptor-Antagonist den Einfluss glutamaterger Projektionen aus dem Kortex. Außerdem wirkt Amantadin indirekt agonistisch an Dopamin-Rezeptoren im Gehirn (im Striatum) durch gesteigerte Dopaminfreisetzung sowie durch Hemmung der Dopamin-Wiederaufnahme in die präsynaptischen Nervenzellen. Amantadin kann in der Therapie Levodopa-induzierter Dyskinesien sowie in der Behandlung der akinetischen Krise, einem lebensbedrohlichen Zustand mit einer Stunden bis Tage dauernden Bewegungsblockade, hohem Fieber und starkem Schwitzen, eingesetzt werden. In der Frühphase der Erkrankung sollte es nicht angewandt werden.
Weiterhin wurde eine möglicherweise positive Wirkung bei der Behandlung von Entzugserscheinungen Kokainabhängiger untersucht. Eindeutige – wissenschaftlich fundierte – Evidenz für diese These kann jedoch bis dato nicht gewährt werden.
Daneben wurde Amantadin zur Behandlung der Fatigue bei multipler Sklerose eingesetzt, allerdings erklärte der G-BA es im Mai 2011 bei Fatigue für unwirksam.
Weiterhin wird außerhalb der Zulassung Amantadin bei Bewusstseinsstörungen nach Hirnverletzung eingesetzt, in der Vorstellung, durch die dopaminergen Effekte das Arousal zu erhöhen. Kleinere Studien zeigten dabei teilweise positive Effekte, wobei Beginn, Dauer und vorliegende Erkrankung sich in den Studien stark unterschieden.
Das Medikament unterliegt in Deutschland und Österreich der ärztlichen Verschreibungspflicht.

## Pharmakologische Eigenschaften

### Wirkmechanismus
Amantadin wirkt hemmend auf das uncoating, d. h. auf die Freisetzung der viralen Erbinformation in das Cytoplasma der Wirtszelle. Dabei blockiert Amantadin das in der Hülle enthaltene Ionenkanal-Protein M2. Allerdings wird dieser Effekt bei therapeutischer Dosierung des Wirkstoffs nur bei Influenza-A-Viren erreicht. Eine Inhibition von Influenzaviren Typ B und anderen behüllten Virusformen wird erst bei Konzentrationen jenseits der therapeutischen Breite erreicht. Bei einigen RNA-Viren verhindert Amantadin-Hydrochlorid das Eindringen und 'uncoating', d. h. die Freisetzung der viralen Nukleinsäure.
Amantadin ist ein schwacher Antagonist des NMDA-Rezeptors (Glutamat-Rezeptor-Subtyp), erhöht die Freisetzung von Dopamin und blockiert die Dopamin-Wiederaufnahme. Dies erlaubt eine schwache Wirksamkeit im Rahmen der Parkinson-Therapie. Weiterhin findet es Einsatz beim medikamenten-induzierten Parkinsonismus oder in Kombination mit L-DOPA, um L-DOPA-bedingte Dyskinesien zu behandeln.

### Nebenwirkungen
- Wahrnehmungs- und Stimmungsbeeinträchtigungen, z. B. Depressionen, Euphorie, Verwirrungszustände, Halluzinationen und Albträume (gelegentlich)
- Störungen beim Wasserlassen (Miktionsstörungen) (gelegentlich)
- Schlafstörungen (gelegentlich)
- Störung der Blutdruckregulation (gelegentlich)
- Übelkeit, Erbrechen, Durchfall (gelegentlich)
- Rhabdomyolyse (gelegentlich)[12]
- Livedo reticularis, zuweilen verbunden mit Ödemen im Unterschenkel- und Knöchelbereich (häufig)

## Veterinärmedizin

### Off-Label-Use
Amantadin hat in der EU und den USA keine  veterinärmedizinische Zulassung. Amantadin wird in der Tiermedizin im Off-Label-Use als Schmerzmedikation bei Kleintieren eingesetzt, häufig in Kombination mit einem NSAID. Eine Verwendung von Amantadin bei Lebensmittel liefernden Tieren ist in der EU und den USA unzulässig.
Beim Pferd wird die Anwendung bei equiner Influenza und der Borna-Krankheit beschrieben.

### Missbräuchliche Verwendung
Im Jahr 2005 wurde der Wirkstoff in Thailand und Vietnam – im Glauben damit gegen Influenza-A-Virus H5N1 schützen zu können – in großen Mengen Geflügel verabreicht (ca. 2,6 Millionen Dosen). Die dortigen Virenstämme waren gegenüber Amantadin aber schon resistent.

## Sonstige Informationen
In der Umwelt ist Amantadin persistent und mobil.

## Handelsnamen
Monopräparate
Amant (A), Amixx (D), Hofcomant (A), PK-Merz (D, A, CH), Symmetrel (CH), tregor (D), zahlreiche Generika (D, A)